# Олимпиакос (футбольный клуб, Пирей)
«Олимпиако́с» (греч. ΠΑΕ Ολυμπιακός Σύνδεσμος Φιλάθλων Πειραιώς) — греческий профессиональный футбольный клуб из города Пирей, выступающий в Суперлиге. Образован 10 марта 1925 года. Является самым титулованным клубом Греции: 48-кратный чемпион Греции, 29-кратный обладатель Кубка Греции, 4-кратный обладатель Суперкубка Греции. Домашним стадионом клуба является «Караискакис», вмещающий более 33 тысяч зрителей.
«Олимпиакос» — первый в истории греческого футбола обладатель еврокубка, в сезоне 2023/24 он выиграл Лигу конференций УЕФА. Первый трофей футболисты «Олимпиакоса» выиграли 29 мая 2024 года, одолев в финальном матче турнира со счётом 1:0 итальянскую «Фиорентину».

## История
«Олимпиакос» основан в 1925 году в Пирее пятью братьями Яннисом, Диносом, Йоргосом, Василиосом и Леонидасом Адрианопулосами. В 1930-х годах клуб преуспел, одержав несколько побед подряд в чемпионате Пирея в 1925, 1926, 1927 годах. В сезоне 1930/1931 года «Олимпиакос» впервые в своей истории становится чемпионом Греции. Братья Андрианополусы в это время начинают заниматься политикой. При их личном содействии начинается строительство стадиона «Караискакис».
К 1940 году «Олимпиакос» становится шестикратным чемпионом Греческой Суперлиги в 11 сезонах. К 1960 году команда имела 15 чемпионских титулов, выиграла 9 Кубков Греции, совершив 6 дублей. 1950-е годы считаются «золотым веком» «Олимпиакоса». Легендарные игроки «Олимпиакоса» 1950-х годов, среди которых Андреас Муратис, Илиас Россидис, Танасис Бебис, Элиас Ифантис, Костас Полихрон, Йоргос Даривас и Теодоридис Савас, завоевали чемпионский титул шесть раз подряд в период с 1954 по 1959 годы, совместив его с Кубком в 1957, 1958 и 1959 годах. До сих пор ни один футбольный клуб в истории греческого футбола не смог повторить трёхкратный дубль подряд.
С тех пор «Олимпиакос» считается одним из трёх лучших футбольных клубов Греции, и одним из трёх, которые ни разу не попадали в низший дивизион. «Олимпиакос», безусловно, самый титулованный футбольный клуб Греции: 48 национальных титула, 29 Кубков Греции по футболу, 4 Суперкубка Греции, 1 Лига конференций УЕФА и 1 Балканский кубок — это гораздо больше, чем имеет любой другой греческий клуб. В Европе, помимо трофея Лиги конференций, «Олимпиакос» дважды доходил до четвертьфинала Лиги чемпионов (сезоны 1992/93 и 1998/99). Клуб — один из основателей Ассоциации клубов Европы.
В 1990 году «Олимпиакос» возглавил Олег Блохин. Заручившись поддержкой руководства, пригласил в команду трёх легионеров из СССР — Олега Протасова, Геннадия Литовченко и Юрия Савичева. Вместе с командой дважды был серебряным призёром чемпионата Греции, а в сезоне 1991/92 взял Кубок Греции. 25 января 1993 года был уволен с поста главного тренера команды после ничьей с «Эдессаикосом», хотя игроки и болельщики клуба были против этого решения.
В 2004 году пять игрока «Олимпиакоса» стали чемпионами Европы в составе сборной Греции — вратарь Теофанис Катерьяннакис, защитник Стилианос Венетидис, полузащитники Пантелис Кафес, Георгиос Георгиадис и Стелиос Яннакопулос. В межсезонье в стан «Олимпиакоса» перешёл и основной вратарь сборной Греции Антонис Никополидис, прежде игравший за «Панатинаикос».
Несмотря на то, что в сезоне 2009/10 «Панатинаикос» прервал многолетнюю гегемонию «Олимпиакоса» в Альфа Этника, в сезоне 2010/11 «Олимпиакос» вновь стал чемпионом Греции, в последнем матче разгромив АЕК со счётом 6:0.
В сезоне 2023/24 в «Дерби вечных врагов», после того, как футболисты «Олимпиакоса» сравняли счёт, один из болельщиков клуба кинул с трибуны в зону разминки петарду, защитник «Панатинаикоса» Хуанкар был оглушён и потерял сознание. Впоследствии полевые медики унесли Хуанкара на носилках, госпитализация ему не потребовалась. После инцидента полевые игроки «Панатинаикоса» отказались доигрывать матч и ушли с поля в раздевалку. Через несколько дней «Олимпиакосу» было присуждено техническое поражение.
«Олимпиакос» стал победителем Лиги конференций 2023/24, обыграв в финале итальянскую «Фиорентину» со счетом 1:0. На 116 минуте гол забил нападающий Аюб Эль-Кааби, который стал лучшим бомбардиром этого розыгрыша Лиги конференций с 11 голами. По пути к финалу греческий клуб обыграл в 1/16 венгерский «Ференцварош» (2:0 общ.), в 1/8 израильский «Маккаби Тель-Авив» (5:7 общ.), в 1/4 турецкий «Фенербахче» (3:3 общ. пен 3:2), и в 1/2 английскую «Астон Виллу» (2:6 общ.).

### Ультрас
Основная группировка — Gate 7. Друзья: «Црвена звезда» (Делиjе Север), «Спартак (Москва)» (Fratria).
Враги: «Панатинаикос» (матчи с которым называют «Дерби вечных врагов»), АЕК (Афины) («Дерби Аттики»), ПАОК («Дерби Греции»), «Арис (Салоники)», «Этникос (Пирей)»

### История формы
| 1971 | 1978 | 1979 | 1985 | 2008 |

## Достижения

### Национальные
- Чемпионат Греции
  - Чемпион (48, рекорд): 1930/31, 1932/33, 1933/34, 1935/36, 1936/37, 1937/38, 1946/47, 1947/48, 1950/51, 1953/54, 1954/55, 1955/56, 1956/57, 1957/58, 1958/59, 1965/66, 1966/67, 1972/73, 1973/74, 1974/75, 1979/80, 1980/81, 1981/82, 1982/83, 1986/87, 1996/97, 1997/98, 1998/99, 1999/00, 2000/01, 2001/02, 2002/03, 2004/05, 2005/06, 2006/07, 2007/08, 2008/09, 2010/11, 2011/12, 2012/13, 2013/14, 2014/15, 2015/16, 2016/17, 2019/20, 2020/21, 2021/22, 2024/25
  - Вице-чемпион (18): 1948/49, 1952/53, 1960/61, 1961/62, 1963/64, 1967/68, 1968/69, 1971/72, 1976/77, 1978/79, 1983/84, 1988/89, 1990/91, 1991/92, 1994/95, 2003/04, 2009/10, 2018/19

- Кубок Греции
  - Победитель (29, рекорд): 1946/47, 1950/51, 1951/52, 1952/53, 1953/54, 1956/57, 1957/58, 1958/59, 1959/60, 1960/61, 1962/63, 1964/65, 1967/68, 1970/71, 1972/73, 1974/75, 1980/81, 1989/90, 1991/92, 1998/99, 2004/05, 2005/06, 2007/08, 2008/09, 2011/12, 2012/13, 2014/15, 2019/20, 2024/25
  - Финалист (14): 1955/56, 1965/66, 1968/69, 1973/74, 1975/76, 1985/86, 1987/88, 1992/93, 2000/01, 2001/02, 2003/04, 2015/16, 2020/21

- Суперкубок Греции
  - Победитель (4, рекорд)[13]: 1980, 1987, 1992, 2007

### Международные
- Лига конференций УЕФА
  - Победитель: 2023/24
- Балканский кубок
  - Обладатель: 1963

## Текущий состав
| 1  | Флаг Греции         | Вр  | Александрос Пасхалакис     | 1989 |  |  |  |  |
| 88 | Флаг Греции         | Вр  | Константинос Цолакис       | 2002 |  |  |  |  |
| 99 | Флаг Греции         | Вр  | Александрос Анагностопулос | 1994 |  |  |  |  |
|    |                     |     |                            |      |  |  |  |  |
| 3  | Флаг Аргентины      | Защ | Франсиско Ортега           | 1999 |  |  |  |  |
| 4  | Флаг Франции        | Защ | Жюлиан Бьянкон             | 2000 |  |  |  |  |
| 5  | Флаг Италии         | Защ | Лоренцо Пирола             | 2002 |  |  |  |  |
| 23 | Флаг Бразилии       | Защ | Родиней                    | 1992 |  |  |  |  |
| 20 | Флаг Португалии     | Защ | Коштинья                   | 2000 |  |  |  |  |
| 30 | Флаг Греции         | Защ | Атанасиос Андруцос         | 1997 |  |  |  |  |
| 45 | Флаг Греции         | Защ | Панайотис Рецос            | 1998 |  |  |  |  |
| 65 | Флаг Греции         | Защ | Апостолос Апостолопулос    | 2002 |  |  |  |  |
| 67 | Флаг Греции         | Защ | Исидорос Куцидис           | 2004 |  |  |  |  |
| 74 | Флаг Греции         | Защ | Андреас Нтой               | 2003 |  |  |  |  |
|    |                     |     |                            |      |  |  |  |  |
| 8  | Флаг Новой Зеландии | ПЗ  | Марко Стаменич             | 2002 |  |  |  |  |

| 14 | Флаг Испании    | ПЗ  | Дани Гарсия          | 1990 |  |  |  |  |
| 19 | Флаг Греции     | ПЗ  | Георгиос Масурас     | 1994 |  |  |  |  |
| 22 | Флаг Португалии | ПЗ  | Шикинью              | 1995 |  |  |  |  |
| 27 | Флаг Португалии | ПЗ  | Сержиу Оливейра      | 1992 |  |  |  |  |
| 32 | Флаг Аргентины  | ПЗ  | Сантьяго Эссе        | 1991 |  |  |  |  |
| 64 | Флаг Греции     | ПЗ  | Антонис Папаканеллос | 2005 |  |  |  |  |
| 77 | Франция         | ПЗ  | Реми Кабелла         | 1990 |  |  |  |  |
| 96 | Флаг Греции     | ПЗ  | Христос Музакитис    | 2006 |  |  |  |  |
| 97 | Флаг Турции     | ПЗ  | Юсуф Языджы          | 1997 |  |  |  |  |
|    |                 |     |                      |      |  |  |  |  |
| 9  | Флаг Марокко    | Нап | Аюб Эль-Кааби        | 1993 |  |  |  |  |
| 10 | Флаг Португалии | Нап | Желсон Мартинш       | 1995 |  |  |  |  |
| 11 | Флаг Норвегии   | Нап | Кристоффер Вельде    | 1999 |  |  |  |  |
| 17 | Флаг Украины    | Нап | Роман Яремчук        | 1995 |  |  |  |  |
| 84 | Флаг Греции     | Нап | Хараламбос Костулас  | 2007 |  |  |  |  |